# Бобрик (Нежинский район)
Бо́брик (укр. Бобрик) — село, расположенное на территории Нежинский района Черниговской области (Украина).

## Географическое положение
Село Бобрик расположено рядом с дренажной системой канала Смолянка.

## Известные уроженцы
- Шило, Пётр Иванович — агент немецкого разведоргана Цеппелин.